# Sotkaselkä (kulle i Kemi-Torneå)
Sotkaselkä är en kulle i Finland.  Den ligger i Simo i landskapet Lappland, i den norra delen av landet, 600 km norr om huvudstaden Helsingfors. Toppen på Sotkaselkä är 36 meter över havet.
Terrängen runt Sotkaselkä är platt. Trakten runt Sotkaselkä är nära nog obefolkad, med mindre än två invånare per kvadratkilometer. Närmaste större samhälle är Simo stationssamhälle, 7,7 km sydväst om Sotkaselkä. 